# Трикост
Трикост (Tricostus) е когномен на фамилията Вергинии. Този клон дава през 5 век пр.н.е. 11 консули.
1. Опитер Вергиний Трикост 502 пр.н.е.
2. Тит Вергиний Трикост Целимонтан 496 пр.н.е.
3. Авъл Вергиний Трикост Целимонтан 494 пр.н.е.
4. Прокул Вергиний Трикост Рутил 486 пр.н.е.
5. Тит Вергиний Трикост Рутил 479 пр.н.е.
6. Опитер Вергиний Трикост Есквилин 478 пр.н.е.
7. Авъл Вергиний Трикост Рутил 476 пр.н.е.
8. Авъл Вергиний Трикост Целимонтан 469 пр.н.е.
9. Спурий Вергиний Трикост Целимонтан 456 пр.н.е.
10. Тит Вергиний Трикост Целимонтан 448 пр.н.е.
11. Луций Вергиний Трикост 435 и 434 пр.н.е.

Освен това двама консулски военни трибуни:
1. Луций Вергиний Трикост Есквилин 402 пр.н.е.
2. Луций Вергиний Трикост Есквилин 389 пр.н.е.